# МКУД Шандор Петефи Панчево
МКУД Шандор Петефи Панчево (мађ. Magyar művelődési egyesület Petőfi Sándor Pancsova). На иницијативу већег броја панчевачких и војловачких Мађара, 1. јуна 1946. године, у присуству 150-170 заинтересованих појединаца, основан је „Мађарски културни круг”. Циљеви постављени на оснивачкој скупштини били су: оснивање аматерске глумачке групе, ширење мађарске народне културе, обнављање и рад библиотеке, организовање курса за аналфабета, дистрибуција штампе, изградња мађарског седишта и оснивање хора и музичке групе. 
У августу 1947. године, Мађарски културни круг (Magyar Kultúrkör) је откупио просторије КИЕ које је било у власништву Реформатске цркве. Правни наследник Мађарског културног круга, данашње „МКУД Шандор Петефи”, има седиште у овим просторијама. Од оснивања Удружења, тј. од 1946. па до 2010. године, одржано је више од 1900 догађаја различитог садржаја и природе од културних као што су драмски и певачки наступи па до економских и политичких наступа.

## Историја
Прва културно-уметничка друштва која су неговала мађарску културу на територији данашњег Панчева се оснивају 1880.−их године. Друштва су имала око 600 чланова а неговало се хорско певање, позориште, читаоница са музичком и рецитаторском секцијом и све то праћено је библиотекарским радом. Рад ових друштава и секција престаје 1919. године са уласком Панчева у нову државу а број Мађара, сада већ националне мањине, пада са 2.100 на 870 душа. Као последица тога следе године веома слабог културног живота у граду.
Крајем 1930-их године културно-уметнички живот панчевачких Мађара поново оживљава. Током 1938. године се у оквиру реформатске хришћанске цркве оснива „Хришћанско омладинско друштво” КИЕ (Keresztyén Ifjúsági Egyesület — KIE) по чему је и настало популарно име за зграду, мађарски дом. Као друштво на првом месту је била негована позоришна сцена, музички програм па се обнављају готово заборављене народне игре и песме. 
Током Другог светског рата, KIE није престала да буде културна институција. KIE је наставила са радом као колективни члан „Мађарског културног друштва” (Magyar Művelődési Szövetségnek), које делује под окриљем „DMKSZ”. Оснивач и председник KIE је пастор реформатске цркве Арпад Бакша, хоровођа је био Антал Варга, затим ту је био и Елемер Коршош, а руководилац дечјих програма је преподобна госпођа Арпадне Бакша. Кореограф мађарских игара је био Иштване Бели. Друштво је тада бројало око 50 чланова. KIE је представио своју прву представу у клубу Текезек, које су просторије данашњег данашњем боксерског клуба. Певачки круг (Pancsovai Magyar Dalkör) је основан 30. априла 1940. године, са 81 чланом, које је предводио учитељ Геза Амбруш. Удружење такође формирало аматерску позоришну секцију, чији је директор постао Јанош Калочаи, један од оних који су наступали на сцени 1925. и 1926. године. Председник је био др Пал Акош Лоц, адвокат. Певачка секција, далкер, делује у просторијама бивше зграде Таршашкер. KIE и Далкер су распуштени крајем 1944. године.
Културни живот мађарске мањина поново се покреће 1946. године оснивањем „Мађарског културног центра”. Почетне представе су биле организоване у знаку прославе ослобођења од фашизма. У то време све културно уметничке активности планирао је „Културни савез војвођанских Мађара” (Vajdasági Magyar Kultúrszöventség).
У августу 1947. године Културни центар откупљује од реформатске цркве зграду у којој се налазио КИЕ и постаје правни наследник бившег друштва. Тада се и први пут појављује ново званично име друштва „МКУД Шандор Петефи” (Magyar művelődési egyesület Petőfi Sándor)

## Активности друштва
Почетне године Друштва се сматрају најплоднијим годинама глумачке секције. Секција је приказала десетине трочинки и једночинке.  Чланови друштва Петефи су једни од оснивача, 1969. године, Смотре јужнобанатских мађарских културно−уметничких друштава. Играчи Петефија су први пут 1973. године учествовали на фестивалу „Ђенђешбокрета” (Gyöngyösbokréta) а цитраши 1979. године на „Дуриндоу” (Durindó). Панчевачки КУД петефи заједно са војловичким „КУД Тамаши Арон” негује традиције Секеља. Друштво Петефи је редован учесник културно уметничких манифестација како у земљи тако и у иностранству.
Престанком рада школа ма мађарском језику, поред културно−уметничких активности, друштво Петефи је наставило неговање мађарског језика помоћу језичких радионица и редовним наставама мађарског језика у просторијама друштва и у гимназији Урош Предић. На часове су добродошли сви који хоће да науће да говоре мађарски језик а такође да читају и пише. Наставу води професор Кристијан Варга.
Оснивачка група из 1946. године је била у саставу: Геза Амбруш, др. Шандор Кароши, Густав Бајус, Ференц Мучи, Арпад Бакша, Лајош Нађ, Јанош Брашњо, Олга Николић, Ерне Цирјак, Јожеф Олас, Иштван Цудар, Етелка Паст
ид. Карољ Чех, Катица Пинтер, др. Аладар Дебрецени, Геза Сабадош, Карољ Ерделиски, Еден Сабо, Карољ Фекете, Иштван Сел, Ерне Хеђи, Јене Шеберле, Јожеф Ишпанович, Лајош Сабо, Иштван Јухас, Крољ Тржек Кароли, Елемер Коршош, Деже Ујвари, Ференц Керекеш, Антал Варга, Михаљ Кашлик, Јанош Варга, Хенрик Кубик и Имре Варади. Пал Пајж је изабран за члана Југословенског мађарског културног друштва и члан Организационог одбора Панчовачког културног кола.
Председници Друштва од оснивања су били
1. Јанош Варга
2. Карољ Фекете
3. Др. Шандор Кароши
4. Пал Мартон
5. Ерне Хеђи
6. Јанош Јона
7. Ласло Фелдеши
8. Иштван Сел
9. Арпад Андраш Балинт
10. Деже Ковач
11. Иштван Барабаш
12. Карољ Лајко
13. Ерне Ердеи
14. Атила Балинт
15. Карољ Ранц

Дана 27. априла 2010. изабрана је нова управа:
1. председник − Карољ Ранц
2. потпредседник − Ерне Варга
3. секретар - Марија Трајковић
4. благајник — Милица Пап
5. рачуновођа - Рената Свилар
6. библиотекар - Магдалена Дожа

Ништа од наведеног не би било, а ни неће бити оствариво без људи велике душе. Многи чланови су планирали, организовали, режирали, певали, глумили, рецитовали, глумили, градили... и то раде и данас. Својим радом су одржавали и одржавају живот Друштва. Број чланова у периоду од 1946. до 2010. године износио је 1.713, међу којима су Холанђани, Немци, Срби, Словаци, бугари Палћени... Данас у Панчеву живи око 3.700 Мађара. Наше друштво с правом себе сматра саставним делом овдашње мађарске националне заједнице, и то у склопу јединствене мађарске културе.“— Erdei Ernö, “

## Галерија
- Карољ Ранц, преседник друштва
- Шаму Киш, вођа оркестра Черемпеле
- Кристијан Варга, наставник мађарског језика
- Пантљика, певачка група
- Народна ношња Секеља
- Драмска секција
- Пантљика у народној ношњи
- Народна ношња
- Плесна група
- Чланови Петефија
- Део библиотеке
- Двориште Друштва
- Стара зграда Друштва

## Извори
- A pancsovai Petőfi Sándor Magyar Művelődési Egyesület levéltára
- Történelmi Levéltár, Pancsova
- Városi Könyvtár, Pancsova